# 小原裕貴 (1980年生のタレント)
小原 裕貴（こはら ゆうき、1980年5月21日 - ）は、日本の元俳優、元タレント、元ジャニーズJr.。神奈川県出身。公文国際学園中等部・高等部、亜細亜大学経済学部卒業。
1990年代後半のジャニーズJr.全盛期においてトップクラスの人気を誇り、将来を有望視されたが2000年に学業に専念するため芸能界を引退。「伝説のJr.」などとも称される。
その後2003年に大学を卒業し一般企業に勤務しているが、2017年7月に放送された『ぼくらの勇気 未満都市 2017』で一夜限りの芸能界復帰を果たしている。

## 来歴
- 1991年1月25日、当時10歳（小学4年）の時、親戚の女性がジャニーズ事務所へ履歴書を送ったことが契機となり、同事務所に入所。同期は国分博。(読みはこくぶ)
- 集英社発行のアイドル雑誌『Myojo』で、1995年から現在まで毎年1回行われているファン投票の集計によるランキング企画「みんなが選ぶジュニア大賞」で、事実上の人気を表す「恋人にしたいJr.」部門（大賞）を1996年・1997年連続で第1位に輝く。
  - 歴代大賞受賞者として毎年Myojo誌面に名前が掲載される。
  - 「一番美形なJr.」部門では1995年から5年連続1位に選ばれる。
- 2000年9月3日、当時20歳（大学2年）の時、ジャニーズJr.三大ドームツアー初日の大阪ドームにてコンサート公演中に、学業に専念するためにジャニーズJr.を卒業することを突然発表した。
  - 同月24日、レギュラー出演ドラマ『サイコメトラーEIJI』シリーズ完結作の2時間SPが放送。
  - 同月30日、レギュラー出演ドラマ『七人のサムライ J家の反乱』最終回が放送。
- 2000年10月15日、ツアー最終日の東京ドーム2日目公演をもってジャニーズJr.を卒業。なお、このコンサートの模様はセルビデオ『素顔3』に一部収録されている。
  - 卒業発表・卒業公演については、スポーツ新聞や芸能ニュースでも報じられた。
  - ジャニーズ事務所がジャニーズJr.メンバーの退所について公式に発表し、卒業セレモニーが行われた事例は小原のみである[3]。
- 1994年頃からほぼ毎号グラビアとインタビューが掲載され、何度も表紙を飾ったことがある主要なアイドル雑誌（「MYOJO」「Duet」「WINK UP」「POTATO」など）は2000年12月号が最後の登場となった。各誌とも、ファンへの挨拶や卒業について詳細に語ったインタビューなどが掲載されている。
- 2003年、大学を首席卒業し大手広告代理店博報堂に入社[4]。就職に関しては日本のスポーツ新聞、週刊誌のほか、台湾[5]の新聞でも記事になった。
  - その後の動静として、2018年には子会社の博報堂DYメディアパートナーズに異動[6]、2022年には同社とUUUMの合弁会社HUUMの取締役CMOへの就任の情報が公開されている[7]。
- 2010年10月15日、前述の卒業最終公演およびジャニーズ事務所退所から10年の節目に当たるこの日、TBS系列『A-Studio』にて二宮和也の友人として番組からの取材を受けた様子が放送された。
- 2017年6月26日、ドラマ『ぼくらの勇気 未満都市2017』のキャスティング、限定復帰が発表された。
  - 発表を受けて「小原裕貴」がYahoo!検索数の2017年6月度マンスリーランキング20位[8] 、急上昇ワードデイリー1位[9]、検索スコア月間10位[10]にランクイン。
- 2017年7月21日、日本テレビ系列放送『ぼくらの勇気 未満都市 2017』にキイチ役として出演した。
- 2018年12月30日、「超豪華!!最初で最後の大同窓会!8時だJ」にゲスト回答者として出演していたフリーアナウンサー高橋真麻のブログに撮影を見に来ていたことが書かれる。
- 2023年2月23日、櫻井・有吉 THE夜会に電話出演、8時だJの共演者ヒロミと当時の思い出を語った[11]。

## エピソード
- 尊敬する先輩に東山紀之、木村拓哉、松岡昌宏、20th Centuryをあげていた。
- ダンスに定評があり中学生の頃からメインダンサーを務めていた。ジャニーズJr.におけるダンスリーダー[12]を担っていた。
- 人気少女漫画『花ざかりの君たちへ』は作者中条比紗也が構想中に見たMYOJOに載っていた[13]"サルの着ぐるみを着こなしていた佐野瑞樹と相方の女装した小原裕貴"この時の2人のイメージが強くて（主役である）瑞稀と泉に反映されているかもしれないと語っている[14]。同頁には佐野と小原のイラストも描かれている。
- 1997年頃から楽器や音楽が趣味になり、櫻井翔、大野智、今井翼、川野直輝とプライベートで「ZEUS」というバンドを組んでいた。小原はベースを担当。
- 『ぼくらの勇気 未満都市』の撮影の合間に堂本剛からギターを教わり、後にKinKi Kidsのコンサートでセッションを行った。
- 1998年、テレビ番組『8時だJ』の企画で、ホノルルハーフマラソン（4月8日放送）、一万メートル走（7月22日放送）、第20回ゴールドコーストマラソン（国際フルマラソン大会、8月5日放送）に挑戦し、全て完走した。
- 1999年9月15日放送『8時だJ』で小原がコーチを担当した「星のコーチ様」コーナーの視聴者依頼人が芸能界デビュー前の中尾明慶であった。
- 『ぼくらの勇気 未満都市 2017』の撮影は、会社員である小原に合わせて現場のスケジュールが組まれ、有給休暇をほとんど使って参加したことを二宮和也が明かしている[15]。
- 人気がある中で芸能界を引退した点、退所時の扱い・退所後のメディア露出においてジャニーズ事務所が多くの特例対応を行っている点などから「伝説のジャニーズJr.」と称されている[16]。
- 現在でもジャニーズ事務所所属タレントとは現在の職業柄、仕事で関わることもあり、2021年12月10日放送の『RIDE ON TIME』(フジテレビ系)にてジャニーズ時代の先輩であるTOKIOが出演する『丸亀製麺』のCMに関わっている姿が放送された。

## 主な出演作品

### テレビドラマ
- 大江戸風雲伝（1994年、NHK総合）河合保之助（幼少期）役
- シャドウ商会変奇郎（1996年、テレビ朝日）絵柿道夫役
- サイコメトラーEIJI（1997年1月 - 3月、日本テレビ、レギュラー出演）葛西裕介役
- ぼくらの勇気 未満都市（1997年10月 - 12月、日本テレビ、レギュラー出演）キイチ（原貴一）役
- BOYS BE…Jr. 第7回主演「お邪魔でカップル5×5」（1998年、日本テレビ）影山良太役
- BOYS BE…Jr. 第10回主演「イケてる男大改造計画」（1998年、日本テレビ）近藤武役
- 熱血恋愛道 CASE 8 主演「天秤座のB型Boy」（1999年、日本テレビ）星川健司役
- 怖い日曜日「赤い車」（1999年、日本テレビ）
- サイコメトラーEIJI2（1999年10月 - 12月、日本テレビ、レギュラー出演）葛西裕介役
- おふくろシリーズ(16)おふくろの歓喜の歌（2000年、フジテレビ）息子・檜山淳役
- サイコメトラーEIJI SP（2000年、日本テレビ）葛西裕介役
- 七人のサムライ J家の反乱（1999年4月 - 2000年9月、朝日放送、レギュラー出演）城之内裕貴役
- ぼくらの勇気 未満都市 2017（2017年7月21日、日本テレビ）キイチ（岡本貴一）役

### バラエティ番組・歌番組
- 第43回NHK紅白歌合戦 SMAP「雪が降ってきた」バック（1992年12月、NHK総合・ラジオ第1）
- アイドルオンステージ（1993年 - 1997年3月、NHK BS2、レギュラー出演）
- キスした?SMAP（1993年 - 1996年、朝日放送、不定期出演）
- 超人ドッジボール伝説（1994年、関西テレビ、レギュラー出演）
- 愛ラブSMAP（1994年 - 1996年、テレビ東京、不定期出演）
- 第45回NHK紅白歌合戦 SMAP「がんばりましょう」バック（1994年12月、NHK総合・ラジオ第1）
- 天才・たけしの元気が出るテレビ!!「ジャニーズ予備校」（1995年、日本テレビ）
- 愛LOVEジュニア（1996年4月 - 1998年9月、テレビ東京、レギュラー出演）
- Jr.GOLD（1996年、TBS、SP番組）
- 第47回NHK紅白歌合戦 近藤真彦「ミッドナイト・シャッフル」バック（1996年12月、NHK総合・ラジオ第1）
- ミュージック・ジャンプ（1997年4月 - 2000年3月、NHK BS2、レギュラー出演）
- めちゃイケ「ガチコン言わしたるッ!スペシャル!!岡村ジャニーズJr.に入団」（1997年、フジテレビ、SP番組）
- 堂本剛のDO-YA!（1996年 - 1997年、朝日放送、不定期出演）
- SHOW-NEN J（1997年 - 1998年、朝日放送、不定期出演）
- 8時だJ（1998年4月 - 1999年9月、テレビ朝日、レギュラー出演）
- Gyu!と抱きしめたい!（1998年、日本テレビ、レギュラー出演）
- レッツゴーヤング'98（1998年、NHK総合、SP番組）
- BOYS BE…Jr. トークコーナー（1998年、日本テレビ、レギュラー出演）
- 七人のサムライ J家の反乱（1999年4月 - 2000年9月、朝日放送、レギュラー出演）
- やったるJ（1999年10月 - 2000年3月、テレビ朝日、レギュラー出演）
- ザ少年倶楽部（2000年、NHK BS2、不定期出演）
- THE夜もヒッパレ（2000年、日本テレビ、レギュラー出演）
- 少年隊夢（2000年、フジテレビ、レギュラー出演）
- ミュージックステーション（1992年 - 1999年、テレビ朝日）※主に近藤真彦、少年隊、SMAP、TOKIO、KinKi Kids、V6などのバックダンサーとして。ジャニーズJr.単独での初出演は1997年9月。トーク席は8回出演。
- その他音楽番組や情報番組、番宣等に多数出演有り。

### 映画
- 新宿少年探偵団（1998年、松竹）※ジャニーズJr.の一人として、エンディングの曲のみ出演。
- ガラスの脳（2000年、日活、中田秀夫監督）主演・長沢雄一役

### CM
- ハウス食品バーモントカレー
- ローソン「ジャニーズJr.ワールド」
- ローソン「1stコンサートキャンペーン‘はじめてはキミと一緒’」

### ラジオ
- V6ジャニーズJr.のカミセンニュースショー（1995年 - 1996年、ニッポン放送）
- V6ジャニーズJr.のカミセンミュージアム（1996年 - 1998年、ニッポン放送）
- ジャニーズJr.アフタースクール女子高生サイコー裁判SHOW!（1996年 - 1997年、ニッポン放送）
- ジャニーズJr.アフタースクール恋の青春花吹雪（1997年 - 1998年、ニッポン放送）
- ジャニーズJr.DOKI DOKIアフタースクール（1998年 - 1999年、ニッポン放送）

### 舞台
- SMAPミュージカル 聖闘士星矢（1991年、青山劇場）天使役
- 少年隊ミュージカル PLAYZONE'92 さらばDiary（1992年、青山劇場・大阪フェスティバルホール）チビ役
- SMAPミュージカル ANOTHER〜沈黙の島編・少年の島編 （1993年、アートスフィア/現天王洲銀河劇場・京都南座）タオロ役
- ジャニーズファンタジー KYO TO KYO（1997年、シアター1200/現京都劇場） 武蔵坊弁慶役など

### コンサート・イベント
- ジャニーズ大運動会・野球大会（年一回開催、1994年 - 1999年、東京ドーム・大阪ドーム）
- 夏だ！祭りだ！ジャニーズJr.ライブ（1995年7月、新高輪プリンスホテル飛天）
- カウントダウンLIVE（1997年 - 2000年、東京宝塚劇場・東京ドーム）
- 東京宝塚劇場ファイナル公演 ジャニーズ祭り（1998年1月、東京宝塚劇場）
- LAWSON PRESENTS ALLジャニーズJr. 1st CONCERT（1998年2月、横浜アリーナ・大阪城ホール・名古屋レインボーホール） - 選曲・振付担当曲「シャンプー3つ（SMAP）」
- ジャニーズJr. Summer Concert '98（1998年7月 - 8月、横浜アリーナ・大阪城ホール・名古屋レインボーホール）
- 第80回全国高等学校野球選手権大会開会式セレモニー（1998年8月、甲子園球場）
- ジャニーズJr. Winter Concert（1998年12月 - 1999年1月、横浜アリーナ・大阪城ホール）- ソロコーナー[17]「運命はノンストップGO GO GO（SMAP）」
- Fresh Spring Concert'99 Johnny's Senior Junior（1999年5月 - 6月、横浜アリーナ・大阪城ホール・名古屋レインボーホール）- ソロコーナー「青いイナズマ（SMAP）」
- Johnny's Jr. 特急投球CONCERT（1999年10月、東京ドーム）- ソロコーナー「どんないいこと（SMAP）」
- 第12回東京国際映画祭特別招待作品「ガラスの脳」舞台挨拶（1999年11月、渋谷公会堂）
- Johnny's Jr. Spring Concert 2000（2000年4月 - 5月、横浜アリーナ・大阪城ホール・名古屋レインボーホール）- ソロコーナー「BASKET CASE（GREEN DAY）」
- Johnny's Jr. Autumn Concert 2000（2000年9月 - 10月、東京ドーム・大阪ドーム・名古屋ドーム）

上記以外に、少年隊、SMAP、TOKIO、KinKi Kids、V6 等のコンサートのバックダンサーやジャニーズJr.コーナーに出演。

### 映像作品
VHS・DVD
- PLAYZONE'92 さらばDiary（1992年）
- SEXY SIX SHOW（1994年）
- SMAP 007 MOVIES〜Summer Minna Atsumare Party（1995年）
- KinKi Kids with 35万人ファン 世紀のLIVE（1995年）
- KinKi Kids'96 1996.1.13 yoyogi white theater（1996年）
- 森光子 Special Dinner Show（1996年）
- ジャニーズJr.ワールド（1997年）
- サイコメトラーEIJI 1〜5（1997年）
- ジャニーズファンタジー KYO TO KYO'97夏公演（1997年）
- 1998.1.16,17 TOKYO TAKARAZUKA THEATER（1998年）
- us（1998年）
- ぼくらの勇気 未満都市 1〜5（1998年）
- 素顔（1998年）
- 素顔2（1999年）
- KinKi Kids 3 days Panic! at TOKYO DOME '98-'99（1999年）
- 特急・投球コンサート 10月9日東京ドームに大集合!! （2000年）
- サイコメトラーEIJI2 1〜5（2000年）
- ガラスの脳（2000年）
- 素顔3（2001年）

DVD・Blu-ray
- ぼくらの勇気 未満都市 DVD・Blu-ray BOX（2017年7月19日）
- ぼくらの勇気 未満都市 2017（2017年12月発売予定）

インターネット配信（Hulu）
- ぼくらの勇気 未満都市（2017年7月1日より配信中）

## ジャニーズJr.時代の参加ユニット
- J-Eleven
- ハラハラコンビ
- ミラクルスリー
- TOKYO
- FIVE
- Musical Academy